# Сент-Мер-Егліз
Сент-Мер-Еглі́з, Сент-Мер-Еґліз (фр. Sainte-Mère-Église) — муніципалітет у Франції, у регіоні Нормандія, департамент Манш. Населення — 2965 осіб (01.01.2021).
Муніципалітет розташований на відстані близько 280 км на захід від Парижа, 75 км на захід від Кана, 37 км на північний захід від Сен-Ло.

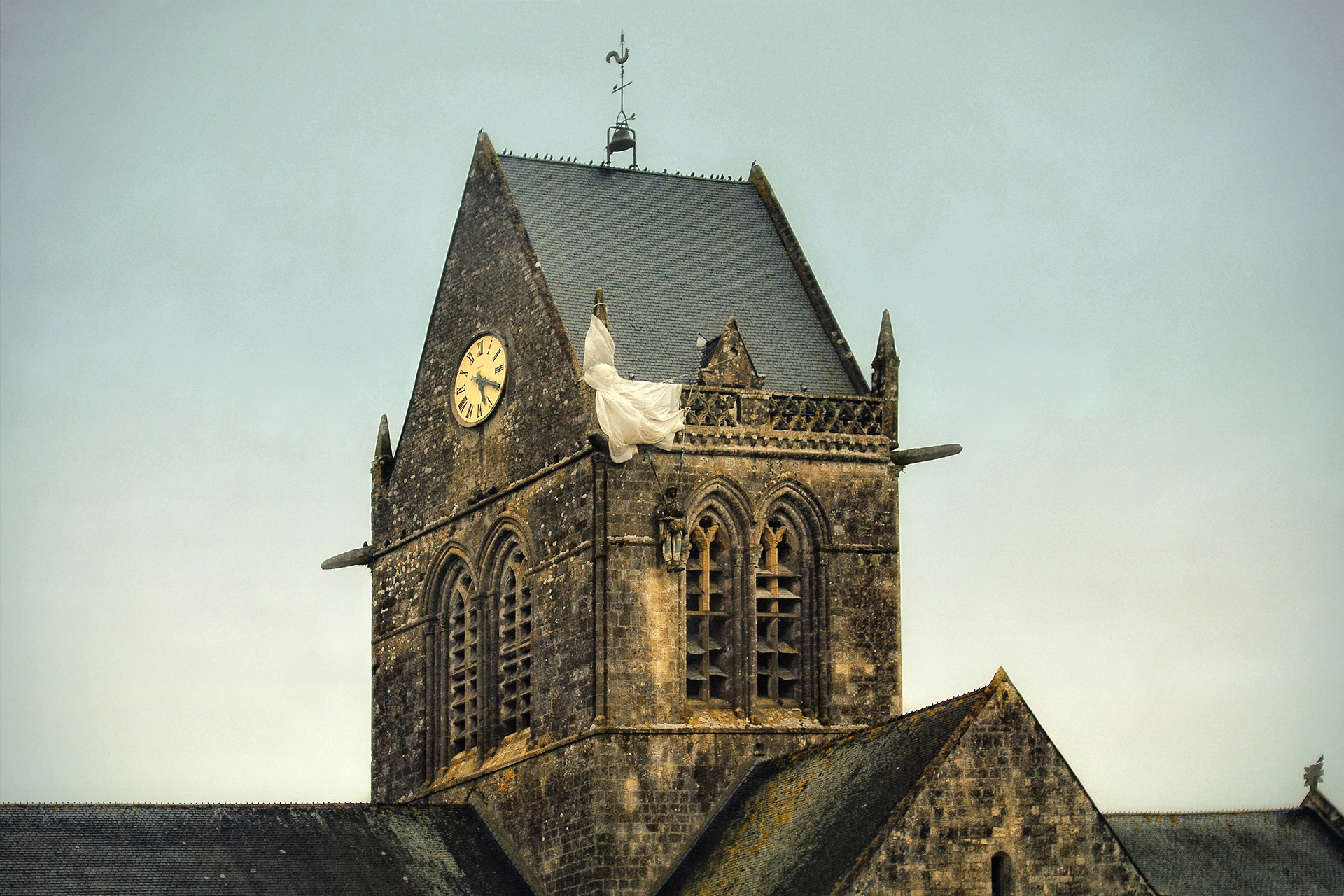
Пам'ятник Джону Стілу на дзвіниці церкви в Сент-Мер-Егліз

## Історія
До 2015 року муніципалітет перебував у складі регіону Нижня Нормандія. Від 1 січня 2016 року належить до нового об'єднаного регіону Нормандія.
1 січня 2016 року до Сент-Мер-Егліз приєднали колишні муніципалітети Безвіль-о-Плен, Шеф-дю-Пон, Екокнеовіль і Фукарвіль.
1 січня 2019 року до Сент-Мер-Егліз приєднали колишні муніципалітети Каркебю і Равеновіль.

## Демографія
Динаміка населення (Insee ):
Розподіл населення за віком та статтю (2006):
| Стать | Всього | До 15 років | 15-24 | 25-44 | 45-64 | 65-85 | Понад 85 |
| --- | ------ | ----------- | ----- | ----- | ----- | ----- | -------- |
| Чоловіки | 768    | 140         | 60    | 168   | 220   | 156   | 24       |
| Жінки | 844    | 132         | 76    | 172   | 212   | 220   | 32       |
| \| Статево-вікова піраміда \| Статево-вікова піраміда \| Статево-вікова піраміда \| \| ----------------------- \| ----------------------- \| ----------------------- \| \| Чоловіки \| Вік \| Жінки \| \| 24 \| 85 + \| 32 \| \| 28 \| 80-84 \| 44 \| \| 16 \| 75-79 \| 60 \| \| 60 \| 70-74 \| 60 \| \| 52 \| 65-69 \| 56 \| \| 32 \| 60-64 \| 40 \| \| 68 \| 55-59 \| 60 \| \| 48 \| 50-54 \| 64 \| \| 72 \| 45-49 \| 48 \| \| 32 \| 40-44 \| 48 \| \| 64 \| 35-39 \| 64 \| \| 24 \| 30-34 \| 36 \| \| 48 \| 25-29 \| 24 \| \| 16 \| 20-24 \| 32 \| \| 44 \| 15-20 \| 44 \| \| 44 \| 10-14 \| 32 \| \| 44 \| 5-9 \| 56 \| \| 52 \| 0-4 \| 44 \| |        |             |       |       |       |       |          |
| Статево-вікова піраміда |        |             |       |       |       |       |          |
| Чоловіки | Вік    | Жінки       |       |       |       |       |          |
| 24 | 85 +   | 32          |       |       |       |       |          |
| 28 | 80-84  | 44          |       |       |       |       |          |
| 16 | 75-79  | 60          |       |       |       |       |          |
| 60 | 70-74  | 60          |       |       |       |       |          |
| 52 | 65-69  | 56          |       |       |       |       |          |
| 32 | 60-64  | 40          |       |       |       |       |          |
| 68 | 55-59  | 60          |       |       |       |       |          |
| 48 | 50-54  | 64          |       |       |       |       |          |
| 72 | 45-49  | 48          |       |       |       |       |          |
| 32 | 40-44  | 48          |       |       |       |       |          |
| 64 | 35-39  | 64          |       |       |       |       |          |
| 24 | 30-34  | 36          |       |       |       |       |          |
| 48 | 25-29  | 24          |       |       |       |       |          |
| 16 | 20-24  | 32          |       |       |       |       |          |
| 44 | 15-20  | 44          |       |       |       |       |          |
| 44 | 10-14  | 32          |       |       |       |       |          |
| 44 | 5-9    | 56          |       |       |       |       |          |
| 52 | 0-4    | 44          |       |       |       |       |          |

## Економіка
2010 року серед 923 осіб працездатного віку (15—64 років) 671 була активною, 252 — неактивними (показник активності 72,7%, у 1999 році було 65,7%). З 671 активної мешканців працювало 600 осіб (323 чоловіки та 277 жінок), безробітними було 71 (37 чоловіків та 34 жінки). Серед 252 неактивних 65 осіб було учнями чи студентами, 110 — пенсіонерами, 77 були неактивними з інших причин.

У 2010 році в муніципалітеті числилось 714 оподаткованих домогосподарств, у яких проживали 1605,0 особи, медіана доходів виносила 16 157 євро на одного особоспоживача